# Cumbalum
Cumbalum est une localité australienne située dans la zone d'administration locale du comté de Ballina, dans la région des Rivières du Nord dans l'État de Nouvelle-Galles du Sud, enc Australie.
Cumbalum fait partie de l'agglomération de Ballina qui se trouve au sud-est.
La population s'élevait à 1 522 habitants en 2016.